# Cengiz Çandar

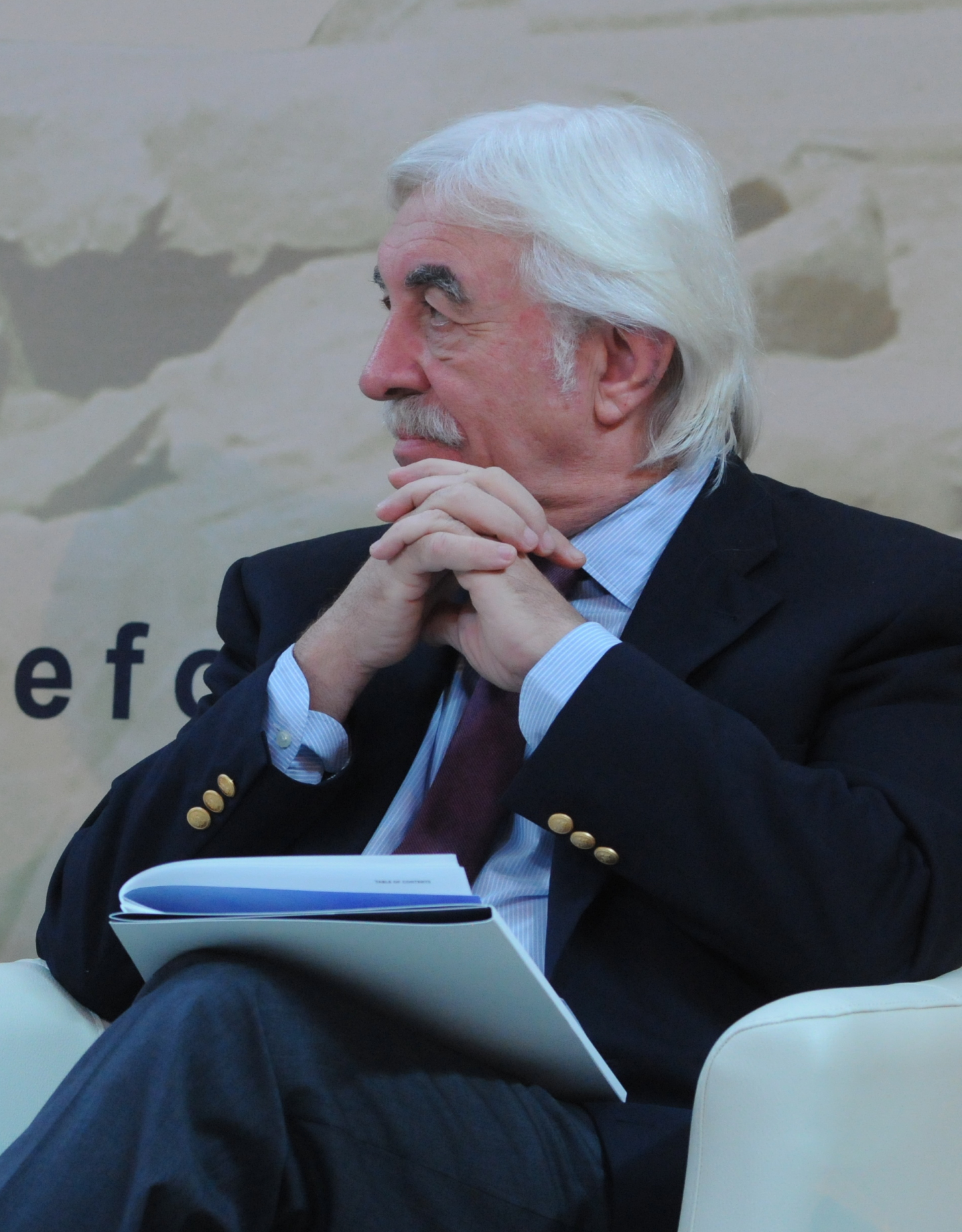
Cengiz Çandar 2012 in Halifax.

Cengiz Çandar (* 1948 in Ankara) ist ein türkischer Journalist und Publizist. Seine Artikel erscheinen gegenwärtig auf www.al-monitor.com, wo auch andere türkische Kolumnisten wie Amberin Zaman, Fehim Taştekin und Semih İdiz schreiben.

## Herkunft und Ausbildung
Çandar entstammt einer seit dem 14. Jahrhundert belegten osmanischen Adelsfamilie, die insbesondere in den ersten Jahrhunderten des Reiches führende Offiziere und Beamte gestellt hat, darunter Çandarlı Kara Halil Hayreddin Pascha (Großwesir 1364–1387), Çandarlı II. Halil Pascha (1439–1453) und drei weitere Großwesire.

## Arbeit und Wirken

### Frühe Jahre
Cengiz Çandar absolvierte seine Schulausbildung in Ankara, Kayseri und Tarsus und studierte Politikwissenschaft an der Universität Ankara. Während seines Studiums beteiligte er sich an der 68er-Bewegung und ergriff nach deren Aufsplitterung Partei aufseiten der von Doğu Perinçek angeführten, damals maoistischen Aydınlık-Gruppe. Nach dem Militärinterputsch vom März 1971 floh er nach Beirut bzw. Damaskus, wo er sich der palästinensischen PLO anschloss. Von dort ging er nach Westeuropa und kehrte 1974 nach einer Generalamnestie unter Ministerpräsident Bülent Ecevit in die Türkei zurück.

### Präsidentenberater und „Andıç-Skandal“
Danach begann er, für die damalige Tageszeitung Vatan zu arbeiten. Von dort wechselte er zur Cumhuriyet. Nach dem Militärputsch von 1980 hielt er sich häufig im Iran und im Libanon auf, später arbeitete er für die Tageszeitungen Hürriyet, Güneş und Sabah. Çandar schrieb oft zu außenpolitischen Themen; insbesondere zum Nahen Osten, ab den 1990er-Jahren auch zum Balkan und zu den USA.
Von 1991 bis zu dessen Tod im April 1993 war er Berater des damaligen Staatspräsidenten Turgut Özal. Mitte der 1990er-Jahre beteiligte sich Çandar an der vom Unternehmer Cem Boyner angeführten liberalen Parteigründung Neue Demokratiebewegung.
1998, unter dem Eindruck der Militärintervention vom Februar 1997, wurde Çandar im Zuge des so genannten „Andıç-Skandals“ bei Sabah entlassen. Dabei ging es um Berichte über angebliche Aussagen des vormals ranghohen, zu diesem Zeitpunkt aber bereits abtrünnig gewordenen PKK-Funktionärs Şemdin Sakık. Dieser habe, so berichteten einige Medien, Çandar und weitere von der offiziellen Kurdenpolitik abweichende namhafte Journalisten wie Mehmet Ali Birand, Ahmet Altan, Mehmet Altan und Mehmet Barlas beschuldigt, von der PKK finanzielle Leistungen für ihre publizistische Tätigkeit erhalten zu haben. Die Berichte erwiesen sich als erlogen und aus dem Militär gesteuert; 2009 räumte der damalige Generalstabschef Yaşar Büyükanıt ein, die Operation sei ein „Fehler“ gewesen.

### Einflussreicher Kolumnist
Nach seiner Kündigung bei Sabah fand Çandar ein Refugium bei der islamisch-konservativen Yeni Şafak. Später wechselte er zur liberalen Tageszeitung Refarans, schließlich schrieb er bis zu deren Einstellung im Frühjahr 2016 für die linksliberale Radikal. Zeitweilig erschienen seine Texte gleichzeitig in der Refarans, der Radikal und der Hürriyet – allesamt Publikationen der Doğan-Gruppe und dennoch ein Unikat in der türkischen Pressegeschichte. Nicht zuletzt wegen seiner Kolumnen zum Thema Außenpolitik wurde Çandar häufig in ausländischen Medien zitiert.

### Späte Erdoğan- und Selbstkritik
In seiner Abschiedskolumne in der Radikal erklärte Çandar seinen Abschied vom „aktiven Journalismus“. Kurz darauf übte er Selbstkritik: Er habe die „Ungerechtigkeiten“ in den Verfahren um die Verschwörerorganisation Ergenekon zu wenig berücksichtigt. Gleichwohl seien diese Anklagen kein reines Phantasieprodukt gewesen, es habe tatsächlich Putschbestrebungen in der Armee gegeben. Zugleich kritisierte Çandar, er und seinesgleichen hätten nicht erkannt, dass sich der „politische Islam in der Türkei unter Staatspräsident Recep Tayyip Erdoğan“ zu einer „Autokratie“ umforme.
Lange Zeit war Çandar Präsident Erdoğan wohlgesinnt. Nachdem er auf Distanz ging, überzog ihn Erdoğan mit Beleidigungsklagen. Im Frühjahr 2016 war Çandar mit sieben Beleidigungsanzeigen des Präsidenten Rekordhalter unter den türkischen Journalisten.
Im August 2016 erhielt Çandar einen Forschungsauftrag an der Universität Stockholm.

## Abgeordneter
Bei den Parlamentswahlen 2023 wurde er auf der Liste der Yeşil Sol Parti für die Provinz Diyarbarkir in die Nationalversammlung gewählt.

## Werke
- 1976, Direnen Filistin („Das kämpfende Palästina“)
- 1981, Dünden Yarına İran („Der Iran von gestern bis morgen“)
- 1983, Ortadoğu Çıkmazı („Sackgasse Mittlerer Osten“)
- 1983, Tarihle Randevu („Rendezvous mit der Geschichte“)
- 1987, Güneşin Yedi Rengi („Die sieben Farben der Sonne“)
- 1999, Benim Şehirlerim („Meine Städte“)
- 2001, Çıktık Açık Alınla: 28 Şubat Postmodern Darbe Geçidi'nde (1996 – 2000) („Mit offener Stirn: An der Schwelle zum postmodernen Putsch“, 1996–2000)
- 2012, Mezopotamya Ekspresi: Bir Tarih Yolculuğu („Mesopotamien-Expresse: Eine Reise in die Geschichte“)